# Michel Laberge
Michel Laberge est un physicien et entrepreneur canadien,. Il est le fondateur et directeur scientifique de General Fusion, après avoir travaillé neuf ans comme ingénieur pour la société Creo Products,, où il a acquis de l'expertise en technologie de commande asservie et en traitement des signaux numériques. Le Dr Laberge a publié de nombreux articles scientifiques et possède plusieurs brevets à son actif. Il est notamment spécialisé dans la physique des plasmas, l'optique, l’électronique et l'évaluation de concepts techniques.

## Éducation
Michel Laberge est diplômé de l'Université Laval, où il a obtenu un Baccalauréat universitaire en sciences et une Maîtrise universitaire ès sciences en physique. En 1990, il obtient un Ph.d en physique portant sur la fusion par laser à l'Université de la Colombie-Britannique,. Il occupe par la suite différents postes comme chercheur postdoctoral d'abord en 1991 à l’école Polytechnique à Paris puis au Conseil national de recherches à Ottawa en 1992.

## Carrière
Lors de son passage à Creo Products, le Dr Laberge a développé des technologies numériques laser pour l'industrie des imprimantes laser. Pendant les années 1990, il a notamment travaillé sur l'atténuation des effets de microbanding - un phénomène qui crée des bandes parallèles non voulues lors de l'impression. Avec une équipe de cinq ingénieurs il a aussi développé une matrice de micro-miroirs pour l'industrie télécoms alors en plein essor. Son équipe a conçu en six mois un appareil qui surpassait tous les produits déjà présents sur le marché, mais n'a pu aboutir faute de financement.
En 2002 il fonde la société General Fusion pour démontrer la faisabilité de la technologie de fusion à cible magnétisée comme source d'énergie viable et commercialisable. Au départ, le Dr Laberge a travaillé seul sur ce projet dans une ancienne station-service convertie en garage en Colombie-Britannique et y a développé une preuve de concept de prototype de réacteur. Depuis, la société a sécurisé des fonds et a pu s'agrandir dans des locaux plus grands ; elle emploie 65 personnes.

## Brevets
Le Dr Laberge détient plusieurs brevets en lien avec les domaines de l'optique et de la fusion aux États-Unis ainsi qu'au Canada.